# Accrington Football Club
L'Accrington Football Club era una società calcistica con sede a Accrington, in Inghilterra. Nato nel 1876 è stato uno dei membri fondatori della Football League.
Il club fece parte della protesta del 1884 contro la Football Association riguardo al professionismo, dopo essere stato espulso dalla FA l'anno precedente per aver pagato un calciatore. Fondò così insieme ad altre 11 squadre la Football League il 17 aprile 1888. Nella prima stagione il club giocò 22 partite (6 vittorie, 8 pareggi e 8 sconfitte), terminando la stagione al 7º posto.
La miglior stagione fu la 1889/90, quando conclusero il campionato al 6º posto. Tuttavia la permanenza nella Football League non fu molto lunga: nel 1892/93 si classificò 15° (penultimo) e retrocedette dopo aver perso il "test match" (una primitiva versione dei play-off) contro lo Sheffield United per 1-0.
Poco più tardi l'Accrington andò incontro a problemi economici e scomparve nel 1896.